# Rösebeck
Rösebeck ist der südlichste Stadtteil der Stadt Borgentreich im Kreis Höxter in Nordrhein-Westfalen. Durch den Ort verläuft die Landesstraße 838.

## Geschichte
Am 14. Dezember 840 rastete der König Ludwig der Deutsche bei seiner Rückreise vom Reichstag in Paderborn in dem Ort. Dort stellte er dem Kloster Corvey eine Urkunde aus, die neben dem Datum auch den Ort Rosbah uilla nannte. Damals befand sich in Rösebeck ein Reichs- oder Königshof. Auch die Kirche wurde schon sehr früh genannt, nämlich im Jahre 965. In diesem Jahr schenkte Kaiser Otto I. dem Mauritiuskloster in Magdeburg mit der Kaiserurkunde Nr. 282 den Königshof Rosbach (Rösebeck) sowie die dazugehörigen Orte Westuffeln, Burguffeln, Heckershausen, Medrike, Niederelsungen, Gottsbüren und Bühne mit Kirchen und allem anderen Zubehör.
1256 wird der erste Pfarrer genannt. Rösebeck gehörte bis zu den Napoleonischen Kriegen zur Richterei Borgentreich im Hochstift Paderborn. Von 1807 bis 1813 war die Gemeinde der Hauptort des Kantons Rösebeck im Departement der Fulda des Königreichs Westphalen. 1816 kam Rösebeck zum neuen Kreis Warburg in der preußischen Provinz Westfalen, in dem die Gemeinde bis 1937 zum Amt Borgholz und danach bis 1974 zum Amt Borgentreich gehörte. Am 1. Januar 1975 wurde Rösebeck durch das Sauerland/Paderborn-Gesetz in die Stadt Borgentreich eingegliedert, die gleichzeitig zum Kreis Höxter kam.